# Скибы
Скибы (укр. Ски́би) — село в Любомльской городской общине Ковельского района Волынской области Украины.
До 2020 года входило в Любомльский район.
Код КОАТУУ — 0723380202. Население по переписи 2001 года составляет 524 человека. Почтовый индекс — 44309. Телефонный код — 3377. Занимает площадь 15 км².